# Hołoskiw (rejon chmielnicki)
Hołoskiw (ukr. Голосків, hist. pol. Hołosków) – wieś na Ukrainie, w obwodzie chmielnickim, w rejonie chmielnickim, w hromadzie Międzybóż. W 2001 liczyła 1346 mieszkańców, spośród których 1332 wskazało jako ojczysty język ukraiński, 12 rosyjski, a 2 mołdawski. W 2024 liczyła 1120 mieszkańców.

## Urodzeni
- Lejb Kwitko